# Antonio Morera Vallejo
Antonio Morera Vallejo (Chucena, Huelva) es un empresario español, presidente del Grupo Morera & Vallejo y, hasta 2007, presidente de la Correduría de Seguros Morera & Vallejo, creada por él mismo en 1980.

## Antes de 1980
Antonio Morera Vallejo, mediador de seguros titulado, comenzó su carrera profesional en Mapfre. Seis meses después de incorporarse le adjudicaron el departamento de emisión de la totalidad de las pólizas de Andalucía occidental. Con tan sólo 18 años se convirtió en el primer premio de ventas de la compañía, siendo el inspector y director más joven que jamás ha tenido esta compañía. Hasta 1980 ocupó el cargo de director de Mapfre Industrial.

## De 1980 a 2007
En 1980 creó la Correduría de Seguros Morera & Vallejo, participando activamente en el crecimiento y la evolución del sector de la mediación española. También durante este periodo ocupó el cargo de presidente del Colegio de Mediadores de Seguros Titulados de Sevilla, desde el año 1989 hasta 1999, y el cargo de vicepresidente en el Consejo General de los Colegios de Mediadores de Seguros Titulados de España. También ejerció como presidente de la Agrupación Nacional de Corredores y como presidente y fundador del Consejo Andaluz de Colegios de Mediadores de Seguros Titulados.
Paralelamente a su trayectoria profesional, Antonio Morera Vallejo completó su formación con el Master en Dirección de Empresas organizado por D.A.F. y AD 1 del Instituto San Telmo, así como las diplomaturas en Marketing, Relaciones Públicas y Derecho Laboral de CENP, en Sevilla y la Universidad Laboral. Durante 10 años ha sido además profesor de seguros en el Centro de Estudios del Consejo General de los Colegios de Mediadores de Seguros Titulados.

## Desde 2007
En 2007 se produce una modificación de la estructura empresarial creada y pasa a presidir el holding Grupo Morera & Vallejo, con sede en el Parque Empresarial Morera & Vallejo, en Sevilla.

## Reconocimientos
Antonio Morera Vallejo ha recibido numerosos reconocimientos a su labor, entre ellos destaca el Premio a la Excelencia Empresarial concedido por la Junta de Andalucía, así como el Premio Aster a la Mejor Trayectoria Profesional, el Premio a la Gestión Empresarial en Mediación Aseguradora y ha sido nominado como Emprendedor del Año por ABC. En febrero de 2009 la Junta de Andalucía le reconoce en Huelva su labor al frente de Morera & Vallejo, concediéndole el premio como Empresa Emprendedora y Tolerante.
Asimismo, en agosto de 2009 fue nombrado Hijo Predilecto de su localidad natal, Chucena
En julio de 2010 se concede a Morera & Vallejo el VI Premio Ejecutivos Andalucía, en su modalidad "Servicio al Cliente", por la excelencia demostrada en su gestión a lo largo de los 30 años de trayectoria de la empresa.

## Otras actividades
En 2005, Antonio Morera Vallejo funda la Fundación Morera & Vallejo, integrada en el Grupo, y primera en España creada a partir de una empresa relacionada con la mediación y distribución de seguros. La Fundación promociona la cultura, el desarrollo y la cooperación empresarial con iniciativas dirigidas a la juventud, a la mujer, al medioambiente, y al deporte.